# Парламентские выборы во Франции (1839)
Парламентские выборы во Франции 1839 года проходили 2 марта и 6 июля. Избирательным правом обладали только налогоплательщики. Республиканцы и сторонники конституционной монархии во главе с маршалом Сультом одержали победу над консерваторами.

## Результаты
| Партия                                        | Места |
| --------------------------------------------- | ----- |
| Республиканцы, доктринёры, конституционалисты | 240   |
| Консерваторы                                  | 199   |
| Легитимисты                                   | 20    |
| Всего                                         | 459   |